# Ініон

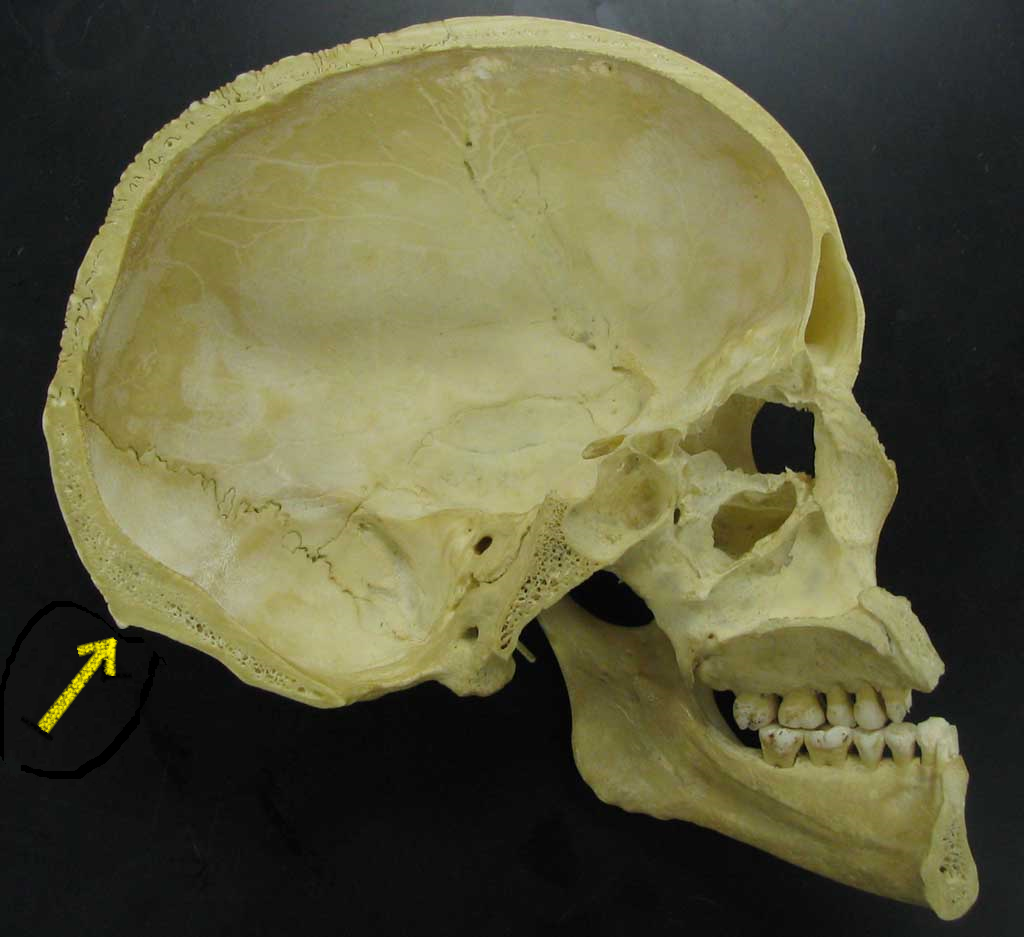
Розріз черепа, на ініон вказує жовта стрілка

Ініон (від дав.-гр. ἰνίον — потилиця) — краніометрична точка, найбільш виступаюча частина зовнішнього потиличного виступу (лат. protuberantia occipitalis externa). Поль Брока розділяв шість ступенів розвитку ініону від 0, повної відсутності горбка, до максимального розвитку, позначеного цифрою 5.

Лінія глабела-ініон використовується при вимірах висоти черепа і брегматичного кута.

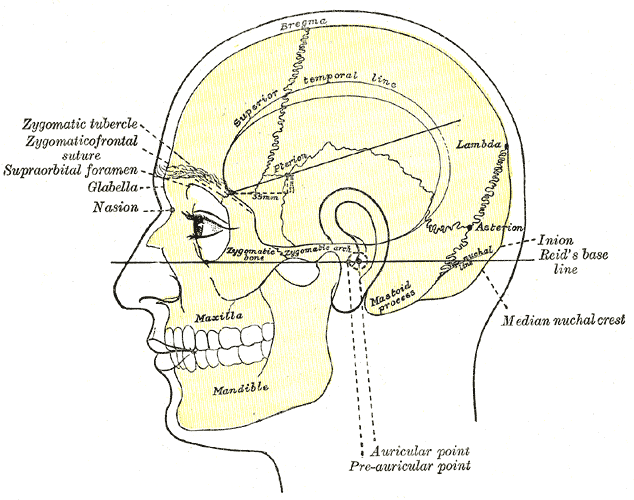
Череп, вид збоку (ініон видно в посередині праворуч)
Ініон позначений червоною цяткою на потилиці